# Luchingu
Luchingu ist ein Verwaltungsbezirk (englisch Ward) des Distrikts Newala (TC) in der tansanischen Region Mtwara.

## Geografie
Luchingu liegt im Südosten von Tansania. Der Bezirk ist der östliche Stadtteil der Distrikthauptstadt Newala. Er grenzt im Norden an Tulindane, im Osten an Julia, im Süden an Mtonya und im Westen an Nangwala. Bei der Volkszählung 2022 lebten 10.503 Menschen in 3281 Haushalten auf einer Fläche von 4,5 Quadratkilometern.

## Gliederung
Der Bezirk besteht aus vier Stadtteilen (Mtaa):
- Mahakama
- Mzalendo
- Butiama
- Ujenzi

## Infrastruktur
- Bildung: Die Luchingu-Grundschule nimmt Kinder mit körperlichen Behinderungen und Albinismus auf.[6]
- Verkehr: Die Grenze im Westen und im Süden bildet die Regionalstraße A19.[7]